# Shusuke Tsubouchi
Shusuke Tsubouchi (født 5. maj 1983) er en japansk fodboldspiller, som spiller for den japanske fodboldklub Thespakusatsu Gunma.